# オライオン (ロケット)
オライオンはアメリカ合衆国の小型の研究用ロケット。全長5.60m、直径0.35m、発射重量400kg、離床時推力7kN、約80kmまで上昇できる。1974年の初打ち上げ以来、63回の打ち上げ実績を持つ (2006年現在) 。WFF製。
他のロケットの上段としても使用され、たとえばオーストラリアのクイーンズランド州立大学が中心となって進めているスクラムジェット開発をめざすハイショット計画 (HyShot) で実験機の打ち上げにテリア・オライオンが使用されている。